# Fiodor Ushakov
Fiódor Fiódorovitch Ushakóv (em russo:  Фёдор Фёдорович Ушако́в) foi um dos mais ilustres comandantes da marinha russa do século XVIII. Foi canonizado pela Igreja Ortodoxa Russa em 2000. Um planeta foi batizado com seu nome